# You Xie

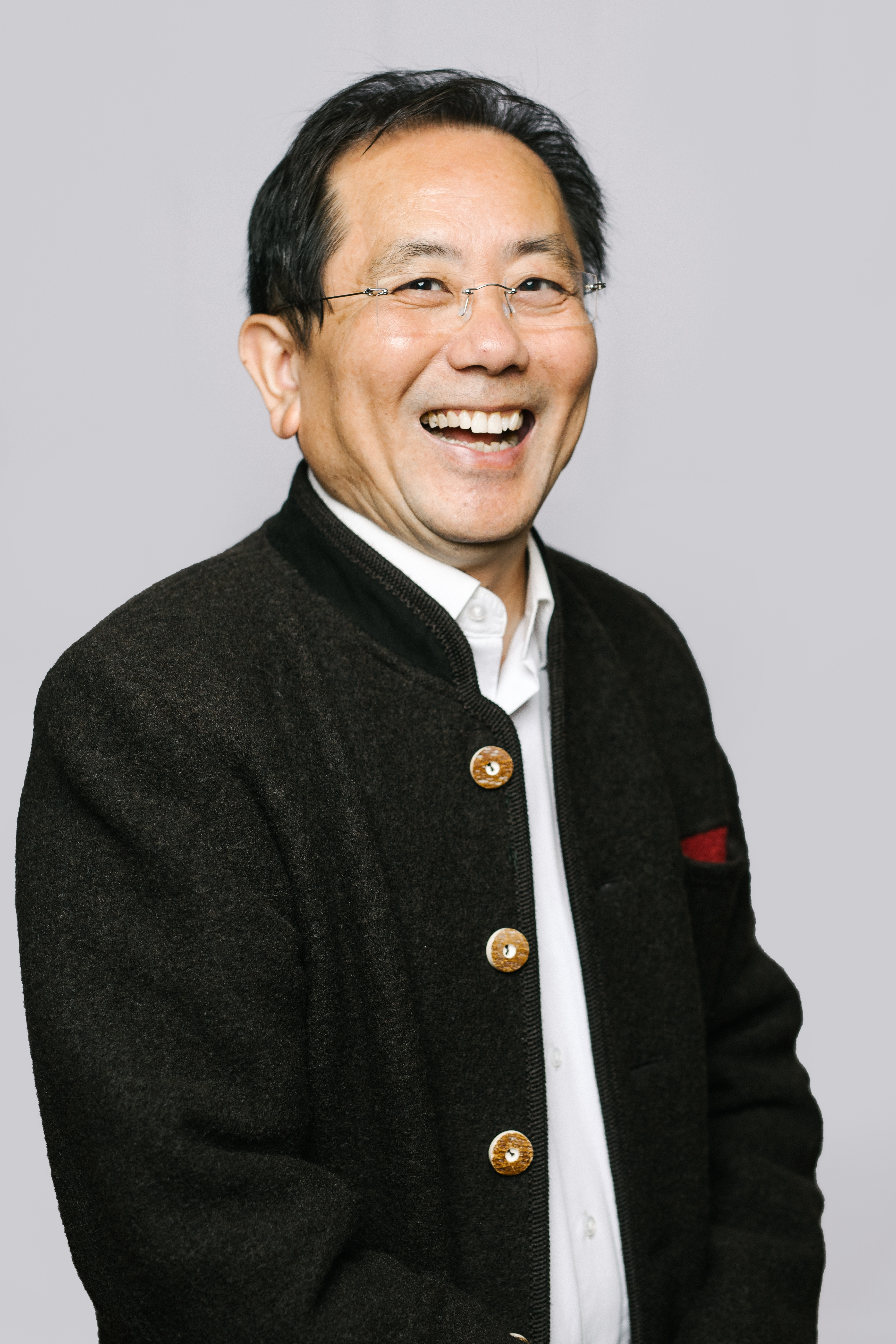
谢友 – You Xie, 2019

You Xie (chinesisch 谢友, Pinyin Xiè Yǒu, Jyutping Ze6 Jau5, eigentlich 谢盛友,  Xiè Shèngyǒu, Jyutping Ze6 Sing4jau5; * 1. Oktober 1958 in Hainan, China) ist ein chinesisch-deutscher Verleger, Journalist, Schriftsteller und Kommunalpolitiker (CSU).

## Leben
You Xie wurde als Sohn des Bankiers Xie, Jinchuan und der Grundschullehrerin Zhou, Huilan geboren, er wuchs während der Kulturrevolution auf und konnte deshalb nicht die Schule besuchen, sondern musste zunächst auf dem Land arbeiten. Von 1979 bis 1983 studierte er Deutsch und Englisch an der Sun-Yat-sen-Universität in Guangzhou. Nach dem Abschluss des Studiums (B.A.) war er als Dolmetscher bei VW in Shanghai tätig.
1988 kam You Xie zum Studium an die Universität Bamberg und studierte Germanistik, Journalistik und Europäische Ethnologie. Zur Zeit des Tian’anmen-Massakers war er Bundesvorsitzender vom Verband der chinesischen Studenten und Wissenschaftler in Deutschland e. V. 1993 diplomierte er über die Pressepolitik der Kommunistischen Partei Chinas. Von 1993 bis 1996 studierte er Jura an der Universität Erlangen.
You Xie ist evangelischer Konfession und seit 1986 mit Shenhua Xie-Zhang verheiratet, mit der er einen Sohn hat. Das Ehepaar lebt in Bamberg, wo Xie einen China-Imbiss betreibt und als Journalist und Schriftsteller arbeitet.
Seit 2010 hat er die deutsche Staatsangehörigkeit. Seine Lebensgeschichte steht seit 2001 in der Süddeutschen Zeitung, seit 2009 in der Frankfurter Allgemeinen Zeitung, seit 2015 im Geschenkbuch des Bayerischen Ministerpräsidenten „Bayern – Land im Herzen Europas“, seit 2017 im Buch des Gmeiner-Verlags Bamberg – Porträt einer Stadt und seit 2018 in The Huffington Post und Focus.

## Werk
Von 1993 bis 1999 war er stellvertretender Chefredakteur der Zeitschrift Laiyin Tongxin (莱茵通信), Zeitung für chinesische Wissenschaftler in der BRD. Für chinesische Veröffentlichungen verwendet er die Pseudonyme Xi Fangshuo (西方朔) und Hua Hua (华骅). 1993 gründete You Xie den China Fan Verlag (Huayou Chubanshe, 华友出版社) und hat Bücher sowohl in englischer wie chinesischer Sprache publiziert, zum Beispiel
《又回伊甸》(You hui yi dian),《那片热土》 (Wissenschaftliche Arbeiten über das Bildungssystem in Taiwan) und Theory and policy of the puplic pension in China.
Für taiwanische Zeitungen schreibt You Xie regelmäßig Kommentare und Kolumnen, für die er 1994 mit einem renommierten taiwanischen Journalistenpreis ausgezeichnet wurde. 1999 gründete er die chinesischsprachige Zeitschrift European Chinese News, die ihr Erscheinen 2011 einstellte. Als Herausgeber hat You Xie am 23. November 2001 einen Vortrag über European Chinese News auf der Internationalen Medienmesse in Köln abgehalten. Xie ist seit 2006 Herausgeber der Europaausgabe der christlichen Zeitschrift „Overseas Campus“.
You Xie nutzt die Pressefreiheit in Deutschland, um für die Pressefreiheit in China zu kämpfen. Es gibt nur eine Beschränkung, um in Deutschland eine Zeitschrift herauszugeben, man muss das Geld für die Produktion zusammenbekommen. In China dagegen muss man sich eher fragen, welche Beschränkung es nicht gibt.
„Warum hocken Chinesen?“ – Dieser Frage ist You Xie in seinem Artikel nachgegangen, der bislang über 10 Millionen Leser in den chinesischen Medien gefunden hat und als der beste Artikel 2009 in Taiwan bewertet wurde.
2010 kam Xie in die Auswahl der Top 100 Chinese Public Intellectuals der chinesischen Wochenzeitung – 南方周末 – „Southern Weekly“. Seit 2010 schreibt er für Die Tagespost – Katholische Zeitung für Politik, Gesellschaft und Kultur.
Neben seiner journalistischen Arbeit schreibt Xie Essays, Kurzgeschichten und Reiseberichte und hat Bücher sowohl in deutscher wie chinesischer Sprache veröffentlicht. Xie ist seit 2007 Vizepräsident der Association of Chinese Language Writers in Europe (欧洲华文作家协会).

## Politik

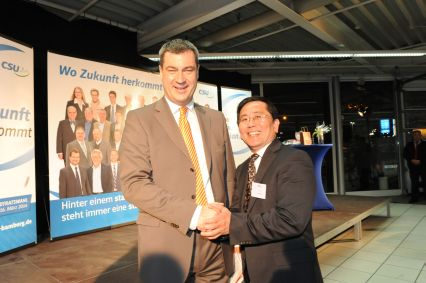
You Xie mit Markus Söder 2014

Am 20. April 2013 wählten die Mitglieder der Bamberger CSU Xie in den Kreisvorstand. Er erhielt 141 von 220 Stimmen. Damit erzielte er das beste Wahlergebnis aller Kreisvorstandsmitglieder. Am 26. Juli 2013 wurde You Xie von der CSU-Mitgliederversammlung mit 97 von 110 Stimmen auf die Kandidatenliste für die Stadtratswahl 2014 für Platz 29 gewählt. Bei der Wahl wurde Xie mit den meisten Stimmen aller CSU-Kandidaten in den Stadtrat gewählt.
You Xie hat sich zwischenzeitlich als Stadtrat etabliert und konnte erfolgreich Anträge durchsetzen und sich sehr profilieren. Er war Kandidat auf Platz 25 der CSU-Liste zur Europawahl 2019. Xie wurde am 15. März 2020 mit 16033 Stimmen in den Stadtrat wiedergewählt und erzielte das beste Wahlergebnis aller gewählten Stadtratsmitglieder ohne OB-Kandidatur.

## Familie Xie
Xie ist Deutscher hainanischer Abstammung. Er ist ein Nachfahre von Xie An (谢安,  Xiè Ān, 320–385), des Herzogs Wenjing von Luling und des Gründers der Jin-Dynastie, in 56. Generation.
You Xies Vorfahr Xie Wenqing (谢文卿,  Xiè Wénqīng, 1046–1126) war der Herzog Putian. Xie Wenqing ist ein Nachfahre von Xie An in 26. Generation und war ein Kanzler der Song-Dynastie, die von 960 bis 1279 die herrschende Dynastie im Kaiserreich China war. Xie Wenqing wurde zunächst in die heutige Provinz Guangdong verbannt und dann auf die subtropische Insel Hainan. You Xie ist ein Nachfahre von Xie Wenqing in 30. Generation.
Sein Urgroßvater, Großvater und Vater gehörten zur Kuomintang Chinas. Sein Großvater nahm am Nordfeldzug teil. Sein Vater war der Generaldirektor der Bank of Taichengfeng. Das Unternehmen wurde 1912 von seinem Urgroßvater gegründet und als ein Teil der Bank of China. Im Oktober 1953 hat das Zentralkomitee der KPCh offiziell beschlossen, sich auf den Übergang zum Sozialismus zu beginnen. Die chinesische Regierung wollte die Gesamtvolkswirtschaft steuern und hat deshalb Privatwirtschaft in die Staatsunternehmen einbezogen. Familie Xie wurde die Bank of Taichengfeng 1957 enteignet.
Seine Großtante war Xie Fei (谢飞,  Xiè Fēi, 1913–2013) aus Wenchang, Provinz Hainan. Xie Fei nahm 1934 am Langen Marsch teil und war die dritte Ehefrau von Liu Shaoqi, dem Staatspräsidenten der Volksrepublik China von 1959 bis 1968.